# Martina Melani
Martina Melani (Firenze, 28 dicembre 1977) è un'attrice italiana.

## Biografia
Martina è nata a Firenze, ma è pistoiese, città in cui ha vissuto per gran parte della sua vita e dove risiede la sua famiglia. Dopo alcune collaborazioni saltuarie con televisioni locali e reti radiofoniche toscane (Tv Libera Pistoia e Radio Pistoia 94.7) e dopo essersi diplomata come ragioniera, nel 1998 inizia a studiare recitazione all'Accademia Teatrale di Firenze di Pietro Bartolini, dove si diploma nel 2001. Nell'ambito degli studi partecipa, come protagonista, alle rappresentazioni teatrali Lisistrata e I masnadieri (entrambe nel 2000 e per la regia di Pietro Bartolini) e recita, tra le varie rappresentanzioni, anche ne Il cappello di paglia di Firenze e Romeo e Giulietta (2001), sempre per la regia di Pietro Bartolini).
Nello stesso periodo fa due brevi apparizioni nei film Un tè con Mussolini di Franco Zeffirelli (nel 1998) e Ma che colpa abbiamo noi (2002) di Carlo Verdone. Nel 2002 vince anche il premio come migliore attrice nella sesta edizione del festival L'invasione degli ultracorti.
Nel 2003 si laurea in Storia e critica del cinema con 110/110 all'Università di Firenze con una tesi dal titolo La Metafora e la Metonimia nel cinema di Louis Bunuel.
Tra il 2004 e il 2005 è, insieme a Priscilla Mario, Valentina Palma e Cristiana Bertasi, una delle conduttrici di Cavalli Ruggenti, programma sull'automobilismo e il motociclismo, in onda via etere su diverse reti locali, tra cui alcune appartenenti alla Syndication di Europa 7, e via satellite su diversi canali di Sky Italia. Sempre nel 2005 interpreta uno spirito elementale, un'ondina, nel film thriller fantastico Schiuma d'onda di Luigi Spagnol, tra i vincitori del Festival del Cinema di Salerno.
Diviene nota al grande pubblico principalmente grazie alla sua partecipazione alla soap opera Un posto al sole (Rai 3), dove interpreta il ruolo di Paola Nuzzi tra il 2006 e il 2008.
Durante la sua carriera ha anche recitato in diverse pubblicità televisive nazionali e internazionali (Danone, Vix Flu Action, Vanish, Galbani, ecc).
Da alcuni anni sostiene corsi informativi e pratici sull'arte e il mestiere dell'attore nelle scuole pubbliche, stage di formazione per attori professionisti e non, seminari sull'uso dello strumento vocale dell'attore in collaborazione con scuole pubbliche e private.
Nel 2011 è nel cast ricorrente della soap opera di Canale 5 CentoVetrine dove interpreta il ruolo di Esmeralda Marin.

## Carriera

### Teatro
- Marat-Sade, regia di Pietro Bartolini, 1999
- Lisistrata, protagonista, regia di Pietro Bartolini, 2000
- Il principe di Homburg, regia di Pietro Bartolini, 2000
- La famiglia Schroffenstein, regia di Pietro Bartolini, 2000
- I masnadieri, protagonista, regia di Pietro Bartolini, 2001
- Il cappello di paglia di Firenze, regia di Pietro Bartolini, 2001
- Mirra, regia di Pietro Bartolini, 2001
- Romeo e Giulietta , regia di Pietro Bartolini, 2001
- Il sogno del Principe di Salina: l'ultimo Gattopardo, come assistente alla regia, regia di Andrea Battistini con Luca Barbareschi, 2006
- Les Facettes musicales de Cecilè, ruolo di Lucine e actors coach, regia di Giuliano Baragli, 2008

### Cinema
- Un tè con Mussolini, regia di Franco Zeffirelli (1998)
- Ma che colpa abbiamo noi, regia di Carlo Verdone (2002)
- Ti amo in tutte le lingue del mondo, regia di Leonardo Pieraccioni (2005)

### Televisione
- Un posto al sole Soap opera - Rai 3 (2006-2008) - Ruolo: Paola Nuzzi
- Carabinieri 5, regia di Sergio Martino - Serie TV - Canale 5 (2005)
- Butta la luna, di Vittorio Sindoni - Miniserie TV - Rai Uno (2005)
- Di che peccato sei?, regia di Pier Francesco Pingitore - Film TV - Canale 5 (2006)
- Le ragazze di San Frediano, regia di Vittorio Sindoni - Miniserie TV - Rai Uno (2006)
- R.I.S. 4 - Delitti imperfetti, regia di Pier Belloni - Serie TV - Canale 5, episodio 4x11 (2008)
- Don Matteo 7, regia di Giulio Base e Lodovico Gasparini  - Episodio: Orma d'orso, regia di Lodovico Gasparini (2009)
- CentoVetrine - registi vari - Soap opera - Canale 5 - Ruolo: Esmeralda Marin (2011-)
- Distretto di Polizia 11 - regia di Alberto Ferrari e Matteo Mandelli (2011)

### Cortometraggi
- Notturno, protagonista, regia di D. Santi (2000)
- Vuoi star zitta per favore, regia di M. Zanin (2000) - Protagonista
- Pesci Piccoli, regia di A. Iavagnilio e M. Trapani (2001) - Protagonista
- Corpo Immagine, regia di M. Simon Piccioni, con Piera Degli Esposti e Nicolas Vaporidis (2004) - Presentato alla 61ª Mostra internazionale d'arte cinematografica di Venezia
- Un provino su Basic instinct, regia di Roberto Ciurluini (2004)
- Vento di Cambiamento, regia di Leopoldo Maria Pescatore (2005) - Presentato alla 62ª Mostra internazionale d'arte cinematografica di Venezia
- Una rapina perfetta, regia di Igor Maltagliati (2005)
- Caccia al tesoro, regia di Igor Maltagliati (2006)
- Halloween: la notte delle streghe, regia di Antonio Nardo (2006)